# Henry Clay Folger
Henry Clay Folger, né le 18 juin 1857 à New York et mort à Brooklyn le 11 juin 1930, est un homme d'affaires et collectionneur américain.

## Biographie
Il fait ses études à l'Adelphi Academy de Brooklyn et à l'Amherst College puis entre dans sa jeunesse dans une société pétrolière contrôlée par la Standard Oil Company.
En 1911, il devient Président de la Standard Oil Company et se retire en 1928 des affaires pour se consacrer à sa collection shakespearienne. Il annonce alors vouloir faire construire à Washington D.C un bâtiment destiné à l'abriter dans le but d'en faire une institution publique.
La construction commence le 28 mai 1930 mais deux semaines plus tard, Folger meurt brutalement. Il lègue par testament toute sa fortune évaluée à dix millions de dollars pour l'entretien de sa fondation qui est confiée aux trustees de Amherst College. La bibliothèque, construite par les architectes Alexander B. Trowbridge et Paul P. Cret, est inaugurée en novembre 1931. Elle abrite 70 000 volumes de la collection et plus de 500 000 pièces concernant William Shakespeare.